# Джованни Мария да Варано
Джованни Мария да Варона (Giovanni Maria da Varano) (1481, Камерино — 19 августа 1527, там же) — герцог Камерино с 1515 (сеньор с 1504).
Сын Джулио Чезаре да Варано, убитого в 1502 году вместе с тремя сыновьями по приказу Чезаре Борджа. Джованни Мария избежал смерти, так как в это время находился в Венеции.
В 1503 году умер папа Александр VI — отец Чезаре Борджа, в 1504 г. семья да Варано смогла вернуться в Камерино, и Джованни Мария стал сеньором города. В 1515 г. получил от понтифика титул герцога.
В 1520 году женился на Катерине Чибо (1501—1557)- племяннице папы Клемента VII. Их дочь Джулия в 1534 году вышла замуж за Гвидобальдо II делла Ровере. Этот брак был устроен Катериной Чибо, которая после смерти мужа управляла Камерино в качестве регента. Джулия умерла в 1539 году, и её овдовевший супруг присоединил Камерино к своему герцогству Урбино.